# Carne de Chinameca

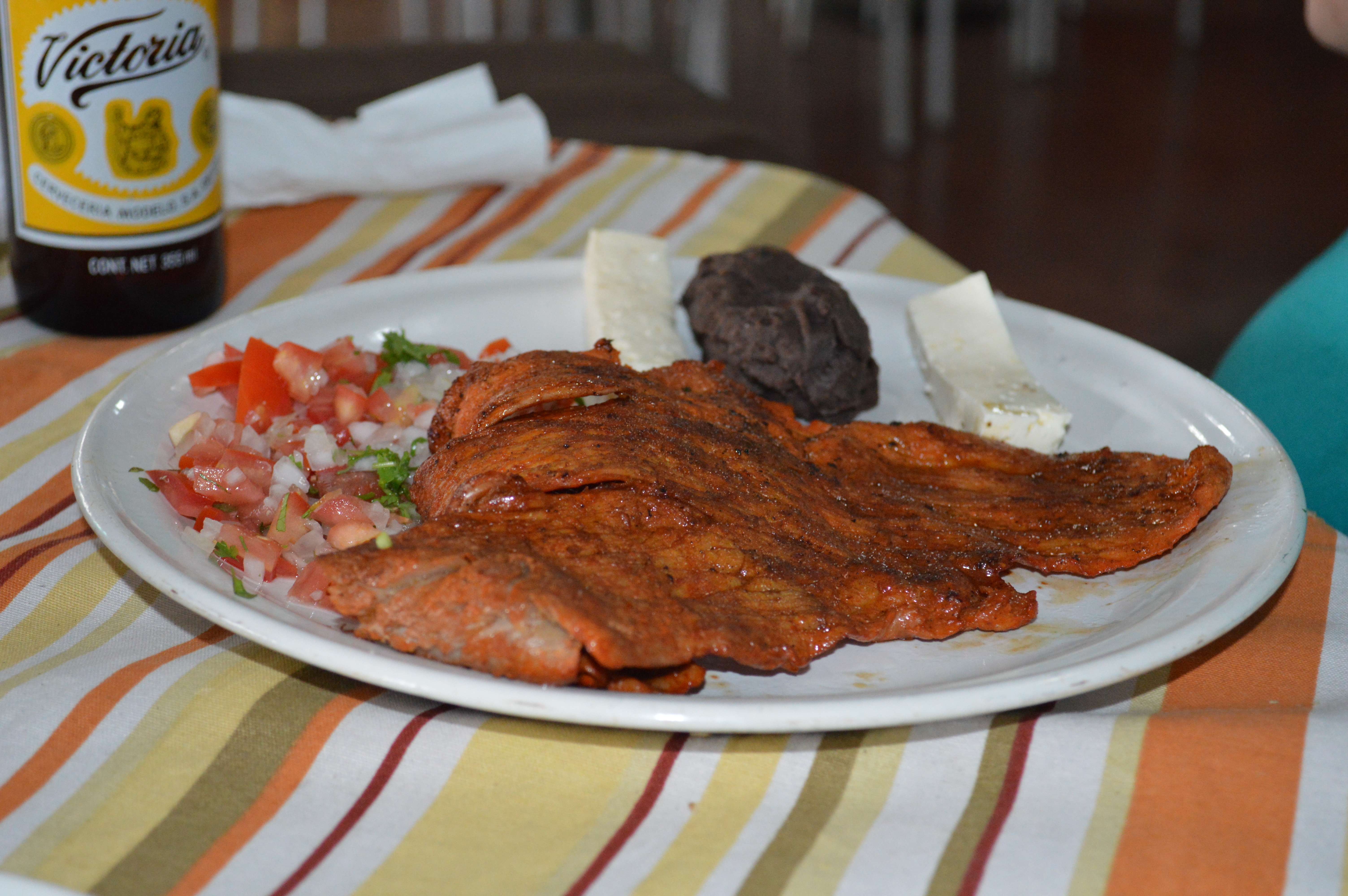
Carne de Chinameca acompañada de frijoles refritos, queso y pico de gallo.

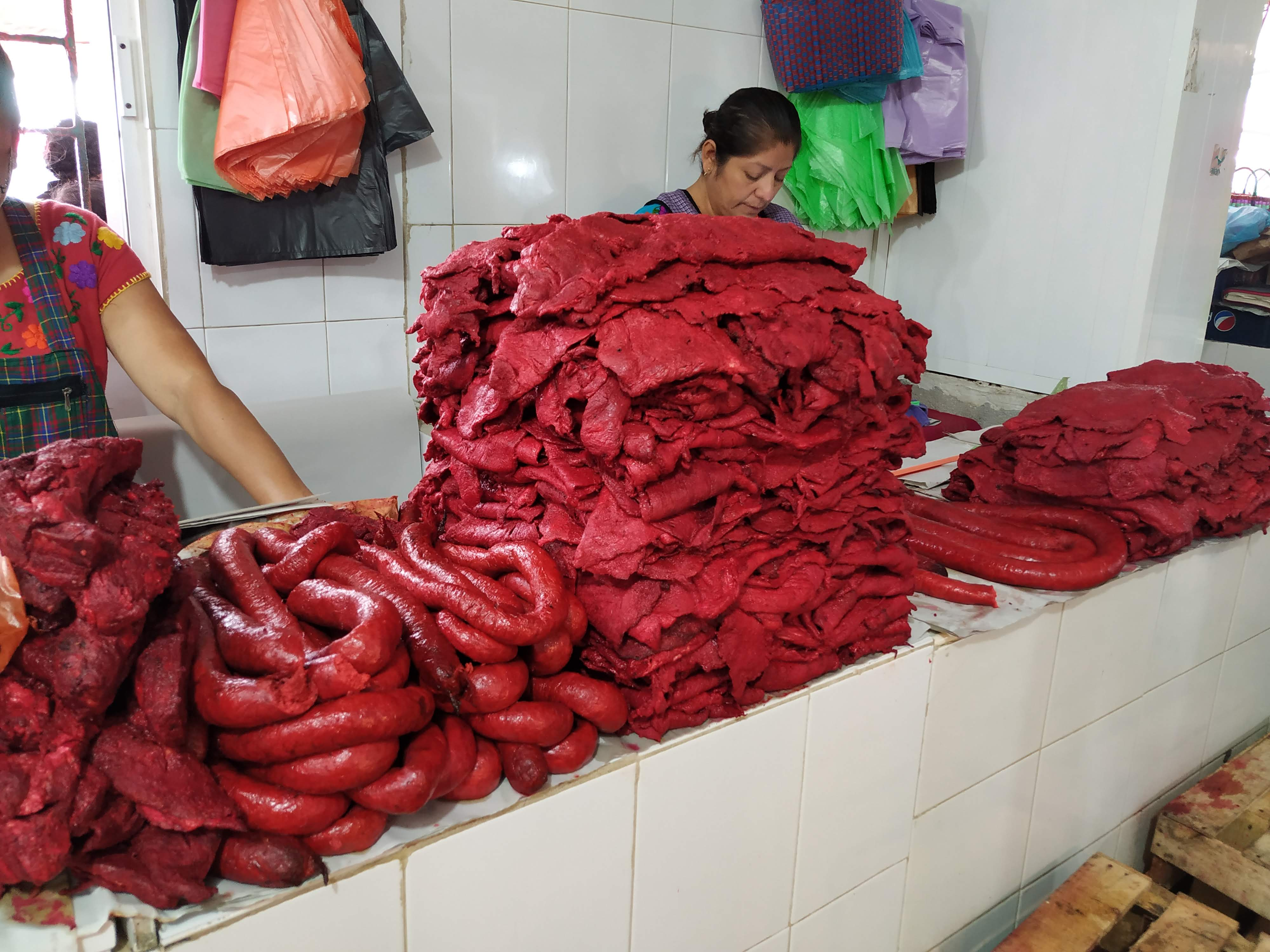
Puesto de carne de Chinameca adobada untada en el mercado.

La carne de Chinameca es típica del municipio de Chinameca, Veracruz del que toma su nombre. Consiste en bistecs de lomo o pierna de cerdo que se preparan con un adobo en crudo que lleva achiote, ingrediente que le da su característico color rojo, chile guajillo, vinagre, ajo, sal, pimienta y especias.
Hay dos tipos de preparación de la carne de Chinameca. La primera, es la llamada carne de Chinameca de adobo untado, lo que significa que el adobo es untado en la superficie de la carne. Se puede dar cuenta de esta preparación cuando se corta la carne, pues se nota la carne blanca de cerdo y encima el adobo.  Esta manera de prepararse ha tomado algunas consideraciones de la receta original de los indígenas Popolucas.

## Siempre auténtica, con raíces prehispánicas.
La auténtica carne de Chinameca es una deliciosa carne artesanal marinada (no untada) elaborada por genuinas indígenas Popolucas de Chinameca, Veracruz. Ellas son alegres guardianas de la receta original y ancestral. 
Los aztecas consideraban “rebeldes” a los Popolucas debido al celo por guardar las tradiciones, entre ellas las gastronómicas, pero no pudieron llevarse la más preciada receta. De hecho, Popoluca en lengua náhuatl significa “rebelde o bárbaro”.
No es lo mismo la carne adobada untada de Chinameca a la auténtica carne de Chinameca Marinada.
Si  ha comido alguna vez la popular y delgada carne adobada de Chinameca, habrá notado que le untan la condimentación, y que cuando se fríe, se recomienda comer imediatamente de ser preparada pues se pone dura.
La auténtica carne de Chinameca es una carne de jugoso grosor y suave lomo de cerdo marinado, con un conjunto de finas especias, achiote y canela 100% naturales.
Con la carne de Chinameca se preparan algunos platillos y antojitos típicos del sureste de Veracruz como las picaditas, garnachas, tacos o memelas. Se comercializa principalmente en Coatzacoalcos, Minatitlán, Jáltipan, entre otros municipios aledaños. Las familias suelen consumirla frita o asada, acompañada de arroz o frijoles refritos. Preparar la carne de Chinameca para comercializarla es una tradición que se remonta a varios años en algunas familias, además se prepara carne ahumada de res, cerdo y longaniza, también típica de la región.